# Tanganjiško jezero
Tanganjíško jézero je veliko podolgovato sladkovodno jezero v zahodnem delu Srednje Afrike (3° 20' do 8° 48' južno in 29° 5' do 31° 15' vzhodno). Je eno redkih še preostalih starodavnih jezer na svetu, po oceni staro med 9 in 12 milijoni let, in eno največjih svetovnih jezer sploh – po večini mer ga presega samo Bajkalsko jezero v Sibiriji, po površini pa je šesto največje na svetu.

## Geografija
Jezero leži znotraj Vzhodnoafriškega tektonskega jarka in ga omejujejo stene riftne doline. Je največje tektonsko jezero v Afriki in za Viktorijinim po površini drugo največje na afriški celini. Je tudi najgloblje jezero v Afriki z največjo vodno prostornino sladke vode. V glavni smeri sever-jug meri 673 km s povprečno širino 50 km in največjo 72 km. Jezero pokriva površino 32.900 km², obseg obale znaša 1.828 km in srednja globina 570 m.
Sestavljajo ga tri kotanje, severna (Kigoma), srednja in južna (Kipili), ki jih ločujeta široka pragova na globini 655 oz. 700 m. Največjo globino, 1.470 m, dosega v severni kotanji. S tem je za Bajkalskim drugo najgloblje jezero na svetu. Skupna prostornina znaša 18.900 km³. Jezersko razvodje pokriva 231.000 km². Glavna reka, ki ga na severu napaja je reka Ruzizi, ki odteka iz jezera Kivu, naslednjega iz te vrste jezer. Edina reka, ki odteka je Lukuga, ki se steče v kotlino Konga in s tem del vode priteče do Atlantskega oceana. Peščeni nanosi z muljem velikokrat onemogočajo odtok vode Lukunge, kar povzroča dvigovanje jezerske gladine.
Površino jezera si delijo štiri države: Burundi, Demokratična republika Kongo, Tanzanija in Zambija. Od tega imata Kongo 45 % in Tanzanija 41 % površine jezera.

### Hidrologija
Zaradi velike globine je približno 70 % prostornine jezera dokaj stabilne, a se za razliko od podobnih jezer ne pojavlja očiten gradient slanosti proti globini, zato sklepajo, da prihaja do mešanja, v sušnem obdobju pa je opazen tudi pojav dvigovanja hladnih plasti (apveling) na južni konici. Sicer je očitna toplotna stratifikacija s termoklino na globini 40–60 m in pojav sejša s periodo približno enega meseca. Mešanje voda povzročajo predvsem tokovi, ki jih vzbuja veter na površini.

### Otoki
Tanganjiško jezero ima več otokov. Najpomembnejši so:
- Otok Kavala (Demokratična republika Kongo)
- Otoki Mamba-Kayenda Islands (Demokratična republika Kongo)
- Otok Milima (Demokratična republika Kongo)
- Otok Kibishie (Demokratična republika Kongo)
- Otok Mutondwe (Zambija)
- Otok Kumbula (Zambija)

## Ekologija
Jezero je znano po veliki raznovrstnosti rib in skupno prek 2000 znanih vrst organizmov. V njem je približno 250 vrst ostrižnikov (družina Cichlidae) in 75 drugih vrst rib, od katerih je znana tanganjiška sardina (kapenta) (Limnothrissa miodon). Skoraj vsi ostrižniki in več kot polovica ostalih rib je endemnih, kar pomeni, da živijo samo v Tanganjiškem jezeru. Večina raznovrstnosti je skoncentrirana ob ozkem priobalnem pasu, pelagični ekosistem pa je razmeroma preprost.
Ekosistem je odvisen od kroženja vode in dvigovanja globljih, hladnih ter s hranili bogatih spodnjih plasti. Hranila omogočajo bujno rast fitoplanktona, to pa potem prek prehranjevalne verige tudi uspevanje drugih organizmov. V zadnjih letih opažajo, da se zaradi segrevanja ozračja povečuje stratifikacija, kar zmanjšuje dostopnost hranil in ogroža raznovrsten priobalni ekosistem.

## Jezero in ljudje
Tanganjiško jezero je bilo skozi zgodovino vir hrane za okoliške prebivalce in trenutno se z ribolovom neposredno ukvarja približno 45.000 ljudi v skoraj 800 različnih krajih. Od teh ribičev je odvisno več milijonov ljudi v okoliški regiji. Industrijski ribolov se je začel sredi 1950. let in je močno vplival na večino ribjih vrst. Celotni ulov po oceni znaša okoli 200.000 ton.
Jezero sta od Evropejcev prva odkrila leta 1858 irski stotnik, raziskovalec in geograf sir Richard Francis Burton ter angleški stotnik in zdravnik John Hanning Speke med njuno prvo odpravo iskanja izvira Nila. Speke se je čez dve leti na drugi odpravi skupaj z Jamesom Augustusom Grantom vrnil in pri Riponovih slapovih potrdil, kar je že odkril na prvi odpravi, da je dejanski izvir Nila Viktorijino jezero.

### Transport
Za transport potnikov in tovora vzdolž vzhodne obale jezera skrbita dva trajekta: MV Liemba med Kigoma in Mpulungu in MV Mwongozo med Kigoma in Bujumburo.
- Pristaniško mesto Kigoma je železniški terminal za železnico iz Dar es Salaama v Tanzaniji.
- Pristaniško mesto Kalemie (prej imenovano Albertville) je železniški terminal za železniško omrežje DR Kongo.
- Pristaniško mesto Mpulungu je načrtovani železniški terminal za Zambijo. [7]

12. decembra 2014 se je na jezeru prevrnil trajekt MV Mutambala. Življenje je izgubilo več kot 120 oseb.